# Bomba Millsa
Bomba Millsa (granat Millsa; ang. Mills bomb) – wspólna nazwa serii brytyjskich granatów obronnych.
Były to pierwsze granaty odłamkowe o konstrukcji „ananasa”, tj. o odlewanej z żeliwa obudowie, szlifowanej w sposób ułatwiający pewne uchwycenie. Kolejne wersje rozwijane od 1915 roku znane były jako No. 5, No. 23, No. 36, No. 36M, przy czym podczas II wojny światowej w użyciu była już tylko wersja No. 36M.
Granat posiadał zapalnik czasowy, działający ze zwłoką 4 sekund. Granat waży 680 g, (przy masie materiału wybuchowego – 69 g), duże odłamki osiągają odległość 275 m. Używany również jako granat nasadkowy.